# Riccardo Picchio
Riccardo Picchio (né le 7 septembre 1923 à Alexandrie et mort le 13 août 2011 à New Haven est un linguiste italien et savant slave.

## Biographie
Riccardo Picchio est diplômé en études slaves à l'université de Rome « La Sapienza ». Après la Seconde Guerre mondiale, il se spécialise dans les études bulgares à Paris sous Roger Bernard et la littérature russe ancienne sous André Mazon. En 1953-1961, il est professeur d'études slaves à l'université de Florence et à l'université de Pise.
En 1961-1965, il dirige l'Institut de philologie slave à l'université de Rome « La Sapienza ».
De 1965 à 1966, il est professeur invité à l'université Columbia à New York, et depuis 1968, pendant près de deux décennies, il est professeur de littérature slave à l'université Yale à New Haven.
En 1985, Ricardo Piccio retourne en Italie en tant que professeur de littérature russe, slave d'église et bulgare à l'Institut universitaire oriental de Naples, où il prend sa retraite en 1993.
Riccardo Picchio introduit et utilise les termes « Slavia Orthodoxa » et « Slavia Latina » pour les deux mondes slaves culturels et historiques, déterminés par la dénomination, la langue sacrée, l'alphabet, la littérature,.

### Littérature
- 1951 – Il sarmatismo polacco. Note di storia della cultura barocca
- 1953 – Tradizione „sarmatica“ e slavismo polacco
- 1954 – Gli „Annali“ del Baronio-Skarga e la „Storia“ di Paisji Hilendarski
- 1964 – La narrativa polacca contemporanea
- 1965 – E.M. Manolesso, A. Vimina e la Polonia
- 1968 – La letteratura russa antica
- 1970 – Struktura stylistyczna „Gofreda“ na tle tradycji polskich
- 1970 – L'Europa orientale dal Rinascimento all'età illuministica
- 1975 – Treny Kochanowskiego na tle poetyki renesansowej